# Frederic II de Sicília
Frederic II de Sicília (sicilià: Fidiricu II)  (Barcelona, 13 de desembre de 1272 (Gregorià) - Paternò, 25 de juny de 1337)  fou rei de Sicília (1295-1337). Va ser el tercer fill de Pere el Gran i va servir a la Guerra de les Vespres Sicilianes en nom del seu pare i germans, Alfons ΙΙΙ el Franc i Jaume ΙΙ el Just. Fou conegut també com a Frederic III d'Aragó o Frederic III de Trinàcria i coronat com a Frederic III de Sicília per remarcar la continuïtat amb Frederic II Hohenstaufen.

## Biografia
Frederic fou el tercer dels fills mascles de Pere el Gran, rei de la Corona d'Aragó i de Sicília, i Constança de Sicília, filla de Manfred. Volgué posar-se el títol de Frederic III per a donar continuïtat a la dinastia suàbia dels Hohenstaufen, per descendència per part de sa mare. Modificà l'escut d'armes del Regne de Sicília, afegint-hi l'ensenya de la dinastia suàbia sobre les armes de la Corona d'Aragó.

## Regència de Sicília
Pere el Gran morí l'any 1285 i deixà la Corona d'Aragó al seu fill gran Alfons el Franc i el seu germà Jaume com a regent del Regne de Sicília. Poc de temps després, Jaume el Just prengué el tron de la Corona d'Aragó quan morí Alfons l'any 1291 i deixà el seu germà Frederic com a regent de Sicília.
Aleshores encara hi durava la guerra entre la Casa d'Anjou i la Casa de Barcelona per la possessió de Sicília i, malgrat que Jaume el Just hi anava guanyant, els problemes de la conquesta del Regne de Múrcia i els atacs dels francs pel nord durant la fallida Croada contra Catalunya l'obligaren a iniciar unes negociacions de pau amb Carles II d'Anjou.

## Ascens al tron de Sicília

Escut d'armes de Frederic com a rei de Sicília (1295-1337):
«Escut quarterat en sautor: 1r i 4t en camper d'or quatre pals de gules (Aragó); 2n i 3r en camper d'argent, dues àligues de sable coronades d'or (Sicília) »

Després de diverses interrupcions a causa de la mort de dos papes seguits, sota els auspicis del Papa Bonifaci VIII, Jaume el Just hagué d'assumir la Pau d'Anagni, un tracte sense gaires avantatges mitjançant el qual, a canvi de posseir les illes de Sardenya i Còrsega, hauria de cedir Sicília a l'Església qui, al seu torn, donarien el seu control als d'Anjou l'any 1295. Els sicilians rebutjaren tornar al control dels francesos, a qui havien desterrat de l'illa el 1282, durant les Vespres Sicilianes, i l'11 de desembre del mateix any el Parlament sicilià, reunit al Castell d'Ursino de Catània, proclamà Frederic II rei de Sicília.

## Conflicte amb els Anjou de Nàpols
El papa intentà, sense èxit, convèncer-los oferint-los privilegis i promeses, però Frederic es mantingué ferm en les seues pretensions, i fou coronat rei pels nobles a Palerm en 1296. Frederic II era una persona carismàtica per al seu poble, reformà l'administració i amplià les facultats del parlament sicilià, del qual formava part els barons, els prelats i els representants de cadascuna de les viles.
El seu rebuig a les pretensions del Papa provocà una altra guerra, de manera que Frederic II desembarcà en Calàbria, des d'on posà en setge diferents viles, incità a la revolta en el Regne de Nàpols, negocià amb el Partit Gibel·lí de Toscana i Llombardia, i assessorà la Casa de Colonna contra el Papa Bonifaci. Mentrestant, aquest envià Carles I de Valois per a envair Sicília, i Jaume el Just, que rebé diferents favors de la Santa Seu, fa casar la seua germana Violant d'Aragó amb Robert I de Nàpols, el tercer fill de Carles II d'Anjou.
Quan Frederic s'assabentà d'aquest fet, envià un missatger a Catalunya amb la finalitat d'induir barons, cavallers i ciutats a fer desistir el seu rei, Jaume el Just, de l'atac. El missatger era l'encarregat de difondre l'únic poema que es coneix del rei:
| I Ges per guerra no.m chal aver consir ne non es dreiz de meus amis mi plagna, c'a mon secors vei mos parens venir, e de m'onor chascus se forza e.s lagna perche.l meu nom major cors pel mon aia; e, se neguns par che de mi estraia, no l'en blasmi, ch'eu men tal faitz apert ch'onor e prez mos lignages non pert. II Pero.l reson dels catelans auzir e d'Aragon puig far part Alamagna, e so ch'enpres mon paire gent fenir. Del regn'aver crei che per dreiz me tagna, e se per so de mal faire m'asaia ninguns parens, car li cresch'onor gaia, ben porra far dampnag'a deschubert, ch'en altre vol no dormi ni.m despert. III N'Ebble, vai dir a cui ch'ausir s'o plaia che dels latins lor signoriu m'apaia, per qu'eu aurai lor, e il me per sert; mas mei parens mi van un poc cubert | I No em cal neguitejar-me per guerra i no és just que dels meus amics em queixi, perquè en mon socors veig venir els meus parents i del meu honor cadascun d'ells s'esforça i es capfica perquè el meu nom més curs pel món tingui; i, si sembla que algú de mi se separa, no el blasmo, perquè jo porto obertament aquest afer per tal que honor i mèrit mon llinatge no perdi. II Però el ressò dels catalans puc fer sentir, i també dels d'Aragó, més enllà d'Alemanya, i allò que el meu pare emprengué acabar dignament. Crec que per dret em pertoca posseir el regne, i per això, de fer-me mal intenta algun parent, perquè li augmenti l'honor joiós, bé podrà danyar-me obertament, perquè no tinc altre desig ni dormint ni despert. III Ebble, ves a dir a qui això sentir vulgui que dels llatins llur senyoria em plau que jo els tindré a ells, i ells a mi certament; però els meus parents es comporten amb mi un poc d'amagat. |

Malauradament per a Frederic, una part dels nobles aragonesos i sicilians donaren suport a Jaume el Just, i Joan de Pròixida i Roger de Llúria, els herois de les Vespres Sicilianes, anaren amb les tropes d'Anjou i més tard venceren a la flota siciliana a la batalla del cap Orlando. Els fills de Carles, Robert i Felip, desembarcaren a Sicília, però foren derrotats per Frederic abans de poder capturar Catània. Així, Felip fou fet presoner el 1299 i diverses viles calabreses foren capturades pels sicilians.

## Treva amb els Anjou
La guerra continuà per dos anys més amb diversos èxits, fins que Carles I de Valois es veié obligat a demanar la pau atès que el seu exèrcit es reduí considerablement per malalties i, en agost del 1302 se signà el Tractat de Caltabellota pel qual Frederic fou reconegut com a Rei de Trinàcria (tot prohibint-li l'ús oficial del títol de rei de Sicília) de forma vitalícia, a canvi de casar-se amb Elionor d'Anjou, filla de Carles II d'Anjou, de retornar Sicília als de la casa d'Anjou després de la seua mort (encara que no s'aplicaria), i de compensar d'alguna manera als seus fills. Bonifaci pressionà al rei Carles perquè trenqués el tractat, però aquest últim necessitava molt aquest pacte i, finalment, en maig del 1303 el Papa ho ratificà, amb la condició que Frederic pagués un tribut.
La Pau de Caltabellota durà molt poc de temps, fins que en Frederic reivindicà el tron per al seu fill Pere l'any 1313. Així, vingueren més anys de guerra en què Robert I de Nàpols intentà reprendre la possessió de l'illa en 1313 sense èxit, i en 1317 signaren una treva. En 1335 Frederic fou excomunicat pel Papa Joan XXII per haver pres possessions de la Santa Seu amb objectius militars de suport als Gibelins en l'atac contra Gènova, i emeté en 1321 una interdicció contra ell que durà fins a 1335, que fou motiu de més guerres contra els Anjou. Finalment, quan es trià al Papa Benet XII en 1334, qui tenia relacions d'amistat amb Frederic II, aquest li prometé el respecte de la Santa Seu a la Trinàcria.

## Descendents
Del seu matrimoni amb Elionor d'Anjou, filla de Carles II de Nàpols i Maria d'Hongria nasqueren:
- l'infant Pere II de Sicília (1304-1342), rei de Sicília
- l'infant Roger de Sicília (1305-?), mort jove
- l'infant Manfred I de Sicília (1306-1317), duc d'Atenes i Neopàtria
- la infanta Constança de Sicília, casada el 1317 amb Enric II de Xipre i el 1330 amb Lleó V d'Armènia
- la infanta Elisabet de Sicília (1310-1349), casada el 1328 amb el duc Esteve II de Baviera
- l'infant Guillem II d'Atenes (1312-1338), príncep de Tàrent, duc d'Atenes i Neopàtria
- l'infant Joan de Sicília (1317-1348), duc d'Atenes i Neopàtria i regent de Sicília (1338-1348)
- la infanta Caterina de Sicília (1320-v1342), abadessa de Santa Clara de Messina
- la infanta Margarida de Sicília (1331-v1360), casada el 1348 amb Rudolf II del Palatinat

Va tenir molts fills il·legítims amb la seva amistançada Sibil·la Sormella, entre aquests:
- Alfons Frederic (1294-1338), vicari d'Atenes i Neopàtria, comte de Malta i Gozo
- Elisabet de Sicília (?-1341), casada el 1313 amb Ponç VI d'Empúries

## Mort
En 1337 Frederic II morí prop de Catània i, malgrat el Tractat de Caltabellota, el seu fill Pere II de Sicília el succeí al tron de Trinàcria. El principal mèrit de Frederic II durant el seu el regnat, fou que la dinastia del Casal de Barcelona es considerà com a pròpia, i ajudà a configurar als sicilians una identitat nacional com a poble unit.
La seua tomba es troba a la Catedral de Santa Àgata, a la ciutat siciliana de Catània, juntament amb tots els sobirans sicilians de la dinastia catalana fins a Maria de Sicília.

## Títols i successors
| Frederic II de Sicília Casa de Sicília (Branca menor de: Casa d'Aragó del Llinatge del Casal de Barcelona)Naixement: 1272 Mort: 1337 |                                                                           |                                        |
| Títols |                                                                           |                                        |
| — Territori conquerit: — Guerra de Sicília (1296-1302) Tractat de Caltabellota (1302) — Destronat — Carles II de Nàpols              | Rei de Sicília Insular (Trinària) (Llista de reis de Sicília) (1302–1337) | Succeït per: Pere II de Sicília (fill) |